# La Nueva Esperanza, Santiago Tuxtla
La Nueva Esperanza är en ort i Mexiko.   Den ligger i kommunen Santiago Tuxtla och delstaten Veracruz, i den sydöstra delen av landet, 400 km öster om huvudstaden Mexico City. La Nueva Esperanza ligger 46 meter över havet och antalet invånare är 122.
Terrängen runt La Nueva Esperanza är platt. Runt La Nueva Esperanza är det ganska tätbefolkat, med 104 invånare per kvadratkilometer. Närmaste större samhälle är Santiago Tuxtla, 16,3 km norr om La Nueva Esperanza. Omgivningarna runt La Nueva Esperanza är en mosaik av jordbruksmark och naturlig växtlighet.